# Побит камък (област Разград)
Вижте пояснителната страница за други значения на Побит камък.
Побѝт ка̀мък е село в Североизточна България. То се намира в община Разград, област Разград.

## География
Село Побит камък се намира на около 20 km на север от град Разград, а старото му име е Дакили таш.

## История
На 1500 м североизточнооот селото в местността "Калето" с площ от 90 декара е идентифицирано средновековно селище с археологически свидетелства за активно населяване през IX - X век. Според новата селищна мрежа, днес Калето попада в землището на село Топчии.

## Население
Численост на населението според преброяванията през годините:
| \| Година на преброяване \| Численост \| \| --------------------- \| --------- \| \| 1934 \| 2049 \| \| 1946 \| 1892 \| \| 1956 \| 1563 \| \| 1965 \| 1339 \| \| 1975 \| 941 \| \| 1985 \| 506 \| \| 1992 \| 469 \| \| 2001 \| 357 \| \| 2011 \| 235 \| \| 2021 \| 235 \| |           |
| Година на преброяване | Численост |
| 1934 | 2049      |
| 1946 | 1892      |
| 1956 | 1563      |
| 1965 | 1339      |
| 1975 | 941       |
| 1985 | 506       |
| 1992 | 469       |
| 2001 | 357       |
| 2011 | 235       |
| 2021 | 235       |

### Етнически състав
Преброяване на населението през 2011 г.
Численост и дял на етническите групи според преброяването на населението през 2011 г.:
|                     | Численост | Дял (в %) |
| Общо                | 235       | 100.00    |
| Българи             | 192       | 81.70     |
| Турци               | 7         | 2.97      |
| Цигани              |           |           |
| Други               | 0         | 0.00      |
| Не се самоопределят |           |           |
| Неотговорили        | 34        | 14.46     |

## Обществени институции
Една от най-големите забележителности на селото е Етнографският музей. В него са изложени селскостопански сечива и е отразен бита на жителите на Побит камък от 19 век. Впечатление прави характерното за бита на българина през 19 век кандило, което е било разположено между две съседни стаи. То е съществен признак на неговата духовност и непрестанно упование на Бога.

## Редовни събития
Всяка година хората в селото организират похода „По стъпките на Таньо войвода“.